# Podnebí Spojeného království

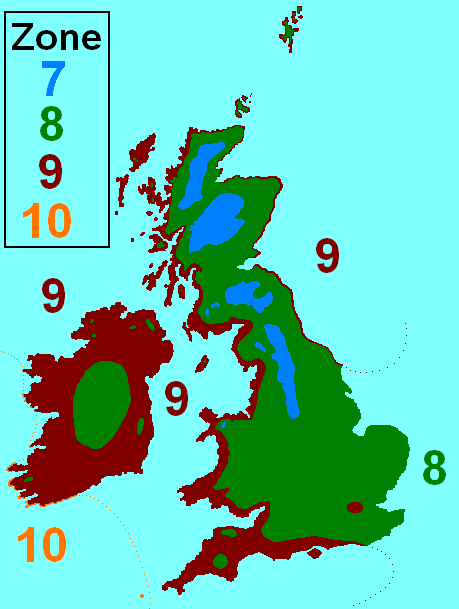
Síla každoročních nejsilnějších mrazů ve Velké Británii a Irsku. Rozděleno na zóny: 9 (do −4 °C), 8 (do −10 °C) a 7 (do −15 °C).

Podnebí Spojeného království je v Köppenově klasifikaci podnebí řazeno k mírnému oceánickému podnebí (Cfb). Má na něj velký vliv Golfský proud, který počasí výrazně otepluje a zmírňuje. Počasí je přes den obvykle velmi proměnlivé, od jasného po zatažené s deštěm.

## Anglie

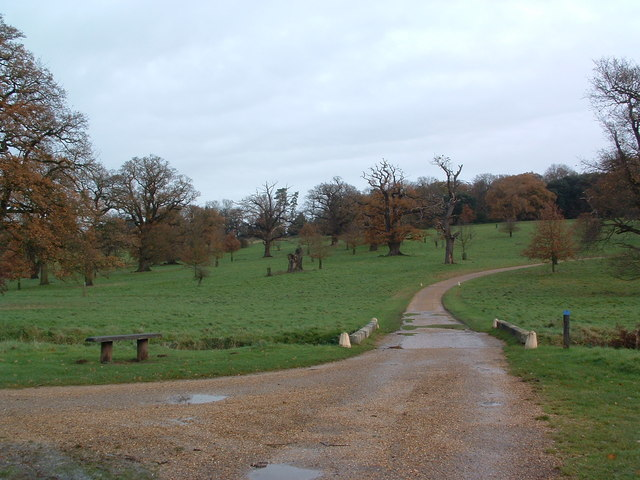
Nejobvyklejší je v zimě krajina bez sněhu.

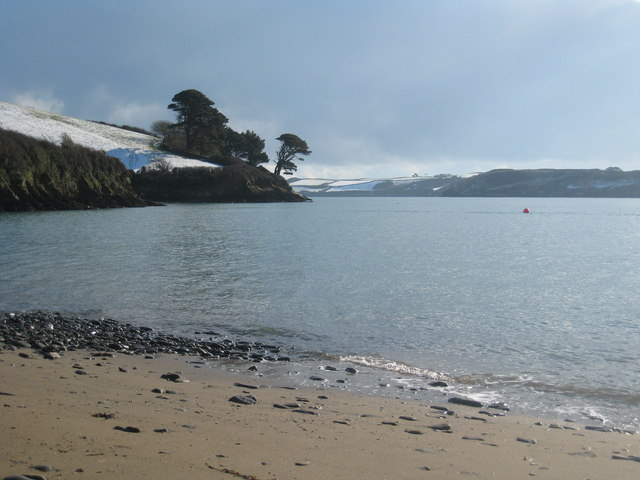
Velmi vzácný sněhový poprašek na Cornwallském pobřeží.

Anglie je oproti zbytku VB nejlépe chráněná před větrem od moře a proto je tady podnebí nejvíce podobné kontinentálnímu.

### Teploty
Průměrná roční teplota v běžných nadmořských výškách je od 8 °C do 12 °C. Na většině území okolo 10 °C, na Cornwallu a severu o stupeň nižší, na severu ve vnitrozemí 8 - 9 °C. V nejvyšších horách na severu okolo 5 °C. Anglie je nejvíce krytá část Británie a proto je také nejkontinentálnější a má největší výkyvy teplot. Léta jsou oproti zbytku Velké Británie výrazně teplejší, protože ji tolik neochlazuje vítr od moře, průměrná červencová teplota je 16 až 18 °C, ale odpolední horka mohou být na zdejší poměry poměrně velká (největší horka bývají v Londýně, kde bývá v létě až kolem 30 °C). Typická letní maxima pro Anglii se pohybují mezi 25 - 30 °C, hranici 30 °C překračují jen zcela výjimečně, v létě lze dny dělit na ty s vysokou oblačností a nižšími teplotami, kolem 20 °C a teplejší více slunečné.[R] Průměrná teplota nejchladnějšího měsíce (únor) je nejčastěji od 3 do 5 °C. Jen v Londýně a na jihozápadě jsou teploty mezi 5 - 6 °C. Nejteplejší zimy v celé Británii má oblast Cornwall, kde je i v únoru měsíční průměrná teplota vyšší než 6 °C. V drtivé většině Anglie je dnů s mrazem 40 - 60 ročně (na pobřežích 20 - 40), výjimka je jako vždycky Cornwall, hlavně jeho nejzápadnější výběžek, na jehož pobřeží dnů s mrazem není ani 10. Nejvyšší teploty v roce dosahují hodnot 25 - 30 °C v centrální Anglii, na severu a v oblasti Cornwall 20 - 25 °C, nejsilnější zimní mrazy bývají mezi 0 až -5 °C, v nejvnitrozemštějších oblastech i pod -5 °C, na pobřežích v oblasti Cornwall jen velmi lehce pod bodem mrazu (do -2 °C). I v těch nejchladnějších dnech přes den teplota překračuje alespoň lehce bod mrazu, celodenní mrazy se také mohou vyskytnout, ale jen velmi zřídka.[R]

### Srážky
Anglie má nejméně dnů se sněhovou pokrývkou, ročně je dnů se sněhovou pokrývkou na jihozápadě méně než 5, na většině míst je to 5 až 10, na severu 10-20, v centrálním Londýně jen 2. Vyjma Cornwallu a jihozápadu (1000–1250 mm) napadá za rok od 600 do 800 mm srážek. Deštivých dnů (nad 1 mm) je od 100 na jihovýchodě po 160 v západních oblastech.

### Další počasí
Hodin slunečního je od 1300 na severu po více než 1600 ročně na jihu (nejvíce v celém Spojeném království). Dnů s bouřkami je za rok v průměru od 4 na úplném severozápadě po více než 14 na jihovýchodě v průměru ročně (průměr 1971 - 2000). V létě se směrem na východ Anglie zvyšuje pravděpodobnost bouřek. Na východě Anglie je padání krup vůbec nejvzácnější, padají méně než 5 dní v roce, naopak v Cornwallu v 20 - 25 dnech (průměr 1971 - 2000).

## Wales

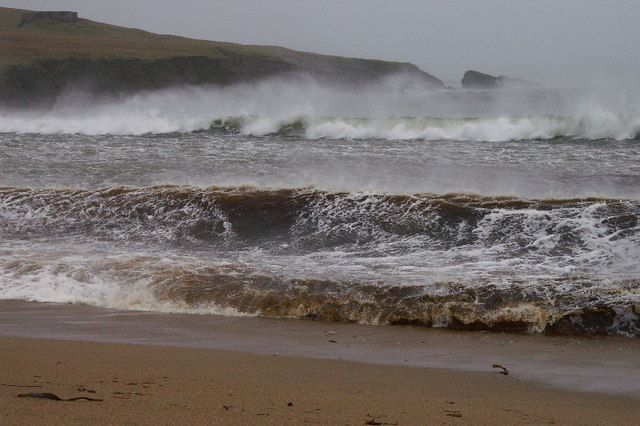
Rozbouřené moře na Britském pobřeží.

Wales má podobné podnebí jako západ Anglie, ale klima je celkově odlišné, protože Wales, to jsou jen hory nebo jejich návětrná strana.

### Teploty
Oproti Anglii jsou léta ve Walesu o trochu chladnější, ale zase teplejší než ve Skotsku, průměrná červencová teplota je 14 - 16 °C, v nejchladnějším únoru od 3 do 6 °C (velmi záleží jak moc je dané místo ukryté v horách nebo naopak vystrčené do moře). Průměrná roční teplota je srovnatelná s Anglií. Nejvyšší letní teploty jsou však oproti jihovýchodní Anglii nižší, většinou podobně jako v Cornwallu mezi 20-25 °C, nejsilnější zimní mrazy jsou mezi 0 až -5 °C, a to i v pobřežních oblastech. Ve vnitrozemí Walesu jsou nejvyšší letní teploty o něco vyšší než na pobřeží, okolo 25 °C v zimě mohou klesat na -5 až -10 °C.[R] Dnů s mrazem je 40-60, ale na těch do moře nejvíc vystrčených výběžcích jich nemusí být ani 10.

### Srážky
Deštivých dnů (nad 1 mm) je tady v normálních nadmořských výškách od 140 do 180 ročně (v horách samozřejmě více) celkově za rok naprší 1000–2000 mm srážek. Počet dní se sněhovou pokrývkou je také velmi různý, na pobřeží méně než 5, ale ve vnitrozemí je to 10-20.

### Další počasí
Počet hodin, kdy svítí slunce je velmi odlišný mezi pobřežím a vnitrozemskými oblastmi, od 1200 ročně ve vnitrozemí do 1600 na jihozápadním výběžku vystrčeném do moře. Kroupy jsou častější než v Anglii, ve vnitrozemí (mimo vysoké nadmořské výšky) padají v 5 až v 10 dnech ročně, na pobřeží o něco častěji. Dnů s bouřkami je na většině pobřeží průměrně 4 až 6, ve vnitrozemí 6 - 8 za rok, na východ se jejich pravděpodobnost zvyšuje.

## Skotsko

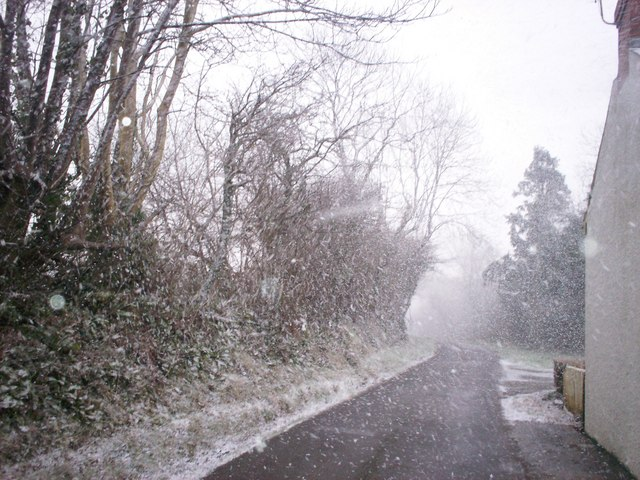
Blizard, ve Skotsku v zimě poměrně častá věc.

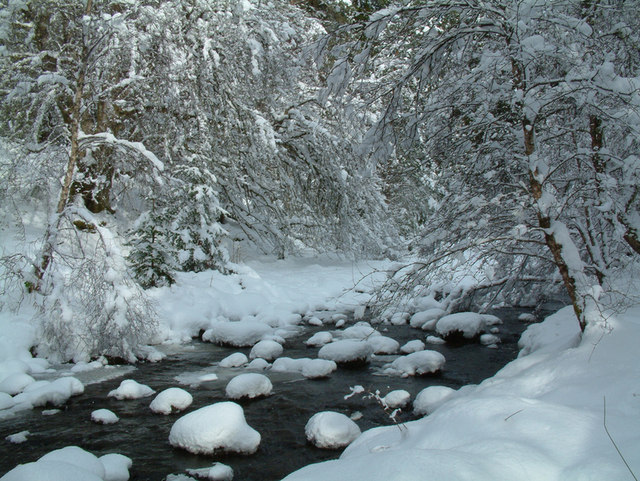
Především v podhůří Skotských hor se může udržet celodenní sněhová pokrývka.

Skotsko je nejchladnější část Británie. A jeho západní část také nejdeštivější.

### Teploty
Průměrná roční teplota je mimo horské oblasti od 7 do 9 °C, na západních stranách některých ostrovů na západě 9 až 10 °C. Na rozdíl od zbytku Británie tady není na většině míst nejchladnější měsíc únor, ale leden. Průměrné červencové teploty jsou od 12 °C na úplném severu po 16 °C v jižních oblastech. Průměrná lednová teplota je většinou od 2 do 4 °C, na jihu a západním pobřeží do 5 °C, 5 °C přesahuje jen na blízkých skotských ostrovech. Nejsilnější mrazy bývají v okolí -5 °C, na východním pobřeží o pár stupňů mírnější, nejmírnější zimy jsou na západním pobřeží a Skotských ostrovech, kde jsou nejnižší zimní teploty jen v okolí nuly.[R] Ročně bývá dnů s mrazem od 10 na úplném pobřeží a ostrovech po 100 hluboko ve vnitrozemí, nejčastěji je to ale 40 až 80. Nejvyšší letní teploty bývají mezi 20-25 °C, na západě a severu mezi 15-20 °C, ve vnitrozemí, jihu a východě Skotska nastávají v některých letech v letních měsících přechodná, maximálně několikadenní oteplení, kdy teploty dosahují až 25-30 °C. Hluboko ve vnitrozemí v podhorských oblastech jsou léta také mírná (nejvyšší denní teploty 10-20 °C), ale při přechodných otepleních o kterých byla řeč v předchozí větě se mohou šplhat až ke 30 °C. Nejnižší ranní teploty mohou však v hlubokém vnitrozemí mohou klesat k bodu mrazu i v létě. V těchto podhorských oblastech jsou i nejstudenější zimy v Británii, nejnižší zimní teploty klesají často pod -5 °C, někdy i do okolí -10 °C.[R]

### Srážky
Dnů se sněhovou pokrývkou je na pobřeží většinou 10-20 ročně, ve vnitrozemí (v běžných nadmořských výškách) na severu 20-40 ročně, v nejhlubším vnitrozemí až 60. Velmi deštivý je hlavně severozápad Skotska, na mnoha místech, i v běžných nadmořských výškách prší (nad 1 mm) 200 nebo víc dní v roce (2000-3000 mm za rok, v horských oblastech nad 3000 mm), méně deštivý je jih s 140-200 (1000–2000 mm ročně) deštivými dny a nejsušší je západní pobřeží, kde je 120-150 deštivých dnů (600–1000 mm za rok). Bouřky jsou velmi vzácné.

### Další počasí
Počet slunečního svitu je nejnižší v Británii, 1000 až 1400 hodin ročně, na jihozápadním pobřeží a východním pobřeží 1300 až 1600. Bouřky jsou velmi vzácné (v průměru méně než 4 za rok), na jihovýchodě o trochu víc, až 6 (průměr 1971 - 2000). Zato kroupy padají nejvíce v celé Velké Británii, na jihu na mnohých místech sice padají jen v 5 - 10 dnech za rok, směrem na sever je to však čím dál častěji a na úplném severu padají i ve více než 30 v roce (průměr 1971 - 2000).

## Severní Irsko

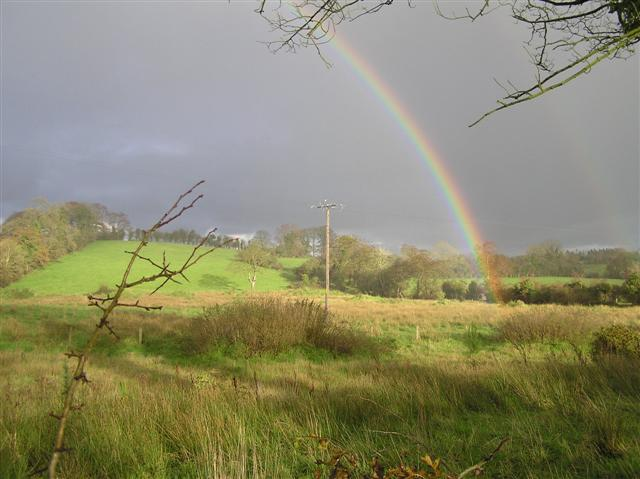
Počasí je tu hlavně velmi proměnlivé.

Severní Irsko má mírnější podnebí než zbytek Spojeného království (vyjma Shetland). Průměrná roční teplota je podobná jako ve zbytku Irska. Průměrná červencová teploty je 14 - 15 °C, v hlubším vnitrozemí 15 - 16 °C. Nejvyšší letní teploty dosahují 20 až 25 °C a 25 °C překračují jen vzácně, přestože denní teploty nejsou nijak vysoké, tak noci v nejteplejších letních dnech bývají především blíže k pobřeží teplé a nejnižší teploty nemusejí klesat ani pod 15 °C.[R] Průměrné lednové teploty jsou v závislosti na vzdálenosti od pobřeží od 3 °C v nejhlubším vnitrozemí po 6 °C na pobřežích. Největší mrazy bývají do -5 °C.[R] Počet dnů s mrazem je podobný jako v Anglii (10 - 60).

### Srážky
Severní Irsko nerozdělují napříč žádné hory a proto jsou tam srážky po celém území od 800 do 1250 mm, ve výše položených oblastech až do 2000 mm ročně. Počet dnů s deštěm (nad 1 mm za 1 den) je nejvyšší na západě (180 až 200) a směrem na východ se postupně snižuje (140 až 160). Kroupy jsou častější než v Anglii a Walesu a Severní Irsko je na tom podobně jako jižní Skotsko, Na západě se s kroupami můžeme potkat ve 15 až 20 dnech za rok na východě v 10 až 15, jako ve zbytku Irska a Británie jsou nejčastější v zimě. Průměrný počet dnů se sněhovou pokrývkou za rok se velmi liší na vzdálenosti od pobřeží, na jihovýchodním pobřeží jich není ani 5, na většině Severního Irska včetně severního a severovýchodního pobřeží jich je 5 až 10, hlouběji ve vnitrozemí až 20.

### Další počasí
Počet hodin slunečního je svitu je hned po Skotsku nejnižší ve Spojeném království, od 1100 na západě po 1500 na jihovýchodě. Bouřky jsou velmi vzácné, v průměru jich je méně než 4 za rok, větší výskyt bouřek je jen na úplném západě, kde jich za rok přijde v průměru 4 až 6.

## Shetlandy
Shetlandy jsou do oceánu nejvíc vystrčená část Spojeného království, kde okolní oceán klima nejvíc ovlivňuje a proto jsou tam nejmenší teplotní výkyvy, nejsilnější vítr a velmi proměnlivé počasí. Je tu také ostrov Fair, který má z celého Spojeného království nejvíce oceánské podnebí a to znamená nejmenší výkyvy teplot.

## Roční období

### Jaro
Poslední jarní mrazy bývají v Anglii v dubnu, ve Skotsku a vnitrozemském Walesu v květnu. Ve srážkách po dobu jara nejsou ve východní polovině VB výrazné výkyvy, na západní polovině je však březen výrazně deštivější než ostatní jarní měsíce, to platí obzvlášť v severozápadním Skotsku. V Anglii kromě zimy nikdy jindy prakticky nesněží (vyjma hor), poslední měsíc, kdy může nasněžit je březen, jen ve vnitrozemí v severním Skotsku může nasněžit až v dubnu. První bouřky se mohou objevit v dubnu v jihovýchodní Anglii, v květnu i ve zbytku VB. Nejsilnější vítr je vítr na začátku jara a postupně v dalších měsících zeslabuje. Průměrné březnové teploty jsou od 2 do 8, dubnové 4 - 10 a květnové 7 - 13 (netýká se hor). Březen a duben patří k nejslunečnějším měsícům v roce.

### Léto
V létě je vítr nejpomalejší, hlavně v měsících červenec a srpen. Léto je také nejsušší období roka, nejsušší měsíc je červen a v dalších měsících srážek přibývá. Mrazy se mimo hory nevyskytují a v běžných nadmořských výškách mohou být jen v hlubokém vnitrozemí Skotska.[R] Průměrné červnové teploty jsou 10 - 16, červencové 12 - 18 a srpnové velmi podobné, avšak o trošku nižší než červencové. V létě jsou bouřky z celého nejpravděpodobnější, především v červnu a červenci. O proti jaru je slunečného počasí méně, obzvláště ve Skotsku.

### Podzim
První mrazy přicházejí v severoskotském vnitrozemí už v září, ve zbytku VB až v říjnu. První sníh se objevuje v listopadu ve Skotsku, ve zbytku VB spíše jen vysoko položených oblastech. Na podzim nejsou bouřky obvyklé, a pokud se vyskytnou, tak hlavně v Anglii začátkem podzimu, během podzimu vítr zesiluje. Průměrné zářijové teploty bývají mezi 10 - 16, říjnové mezi 7 až 12 a listopadové 4 až 9. Během podzimu srážky přibývají a počasí je nejvíce proměnlivé, mohou také přijít první bouře.

### Zima
V zimě bývají poměrně časté bouře se silným větrem, deštěm nebo sněžením. Zima je nejvíce slunečným ročním obdobím v roce (to neplatí pro severozápadní Skotsko, kde je tomu přesně naopak). V tomto ročním období je nejvíce dnů s padajícími kroupami, hlavně na jihozápadním výběžku Anglie a Skotsku. Vítr je v tomto ročním období nejsilnější a maximálních rychlostí dosahuje v lednu. Prakticky veškerý dny se sněhovou pokrývkou jsou v zimě. Průměrné měsíční teploty: prosinec 2 - 7, leden 1 - 7, únor 1 - 7. V zimě jsou časté vytrvalé mlhy, které se drží i celé dny.

## Vítr
Nejčastější vítr je z jihozápadu. Nejsilnější vítr o síle vichřice 51 až 101 km/h je nejčastější v zimě, kdy se přes VB přehánějí zimní bouře. Například Hebridy mají takto silný vítr v 35 dnech za rok, zatímco vnitrozemské oblasti v Anglii a Walesu jich mají méně než 5 dnů ročně. Oblasti ve vysoké nadmořské výšce mají obvykle vyšší rychlosti větru, například Great Dun Fell (857 m n. m.,) má v průměru 114 dnů v roce s nárazy větru o síle vichřice. Nejsilnější vítr v běžných nadmořských výškách byl 191 km/h v Gwennap Head v Cornwallu 15. prosince 1979. Ve Skotsku v Fraserburghu byl nejsilnější vítr 229 km/h zaznamenán 13. února 1989. Hlavně na podzim a v zimě mohou přes Velkou Británii přecházet bouře se silným větrem (nad 100 km/h), největší sílu mívají na západě a severu, nejmenší na jihovýchodě. Na jihovýchodě a v krytých údolích je roční průměrná rychlost větru okolo 15 km/h, na pobřežích povětšinou 18–28 km/h. Nejvyšší průměrná roční rychlost větru je na Shetlandách, kde činí 27 km/h.

## Rekordy[8]

### Teplotní rekordy

#### Anglie
- Naměřené maximum bylo 38,5 °C 10. srpna 2003 v Faversham.
- Nejnižší teplota -26,1 °C byla naměřena Newport 10. ledna 1982.

#### Wales
- Nejvyšší teplota 35,2 °C, naměřeno Hawarden Bridge 2. srpna 1990.
- Nejnižší teplota -23,3 °C, naměřeno 21. ledna 1940 v Rhayader.

#### Skotsko
- Nejvyšší teplota 32,9 °C byla naměřena 9. srpna 2003 v Greycrook.
- Nejnižší teplota -27,2 °C byla naměřena na dvou místech, v Braemaru 10. ledna 1982 a v 30. prosince 1995 v Altnaharra.

### Rekordy v celém Spojeném království v jednotlivých měsících
| Teploty v °C      | leden | únor  | březen | duben | květen | červen | červenec | srpen | září | říjen | listopad | prosinec | rok   |
| ----------------- | ----- | ----- | ------ | ----- | ------ | ------ | -------- | ----- | ---- | ----- | -------- | -------- | ----- |
| Absolutní maximum | 18,3  | 19,6  | 25,6   | 29,4  | 32,8   | 35,6   | 36,5     | 38,5  | 36,5 | 29,9  | 21,7     | 18,3     | 38,5  |
| Absolutní minimum | -27,2 | -27,2 | -22,8  | -15,0 | -9,4   | -5,6   | -2,5     | -4,5  | -6,7 | -11,7 | -23,3    | -27,2    | -27,2 |

### Vítr
20. března 1986 byla na vrcholu hory Cairn Gorm ve stejnojmenném pohoří Cairngorms zaznamenána nejvyšší rychlost větru na území Velké Británie 278 km/h.

## Extrémy v počasí

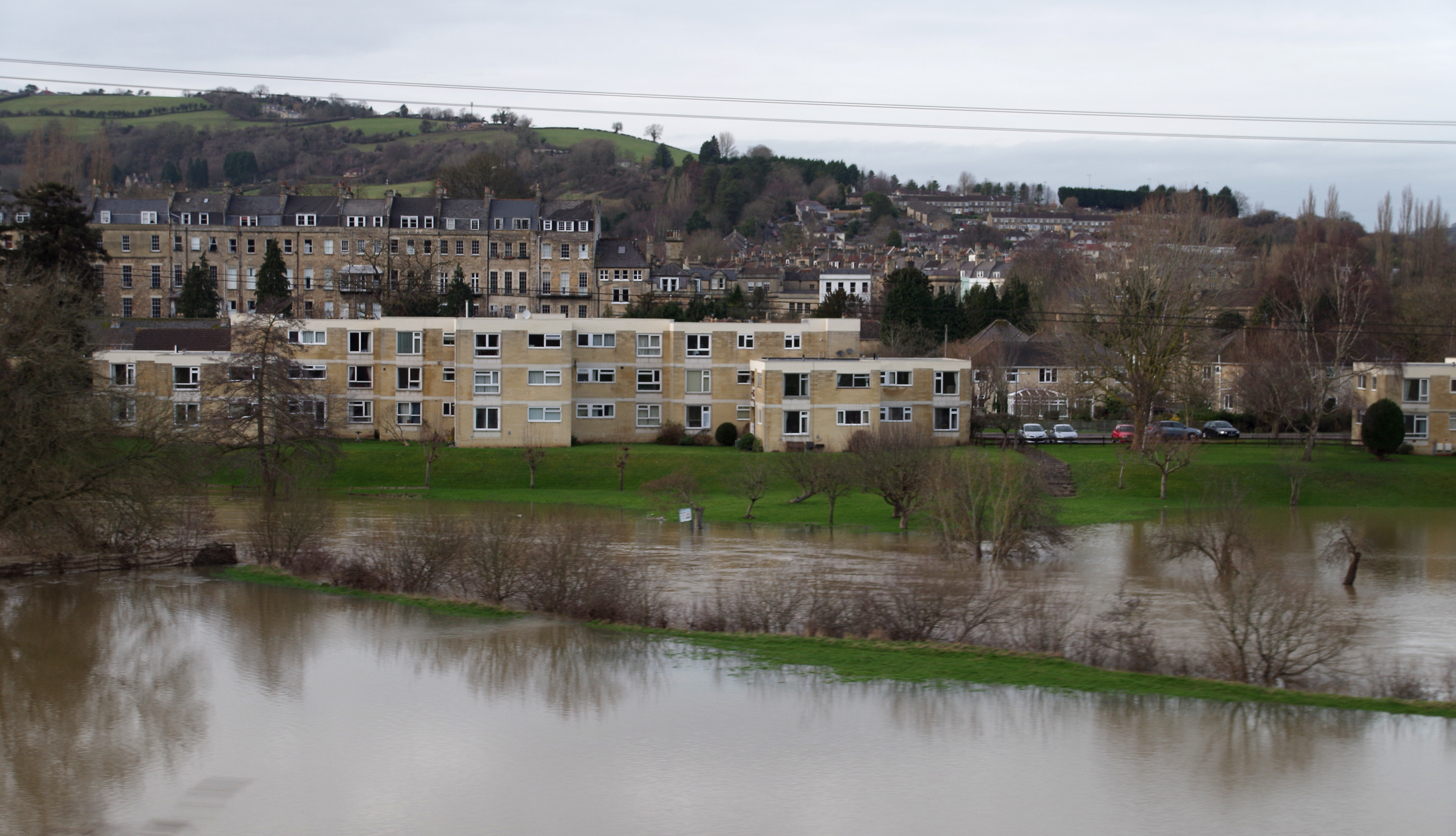
Záplavy v jihozápadní Anglii, 7. únor 2014.

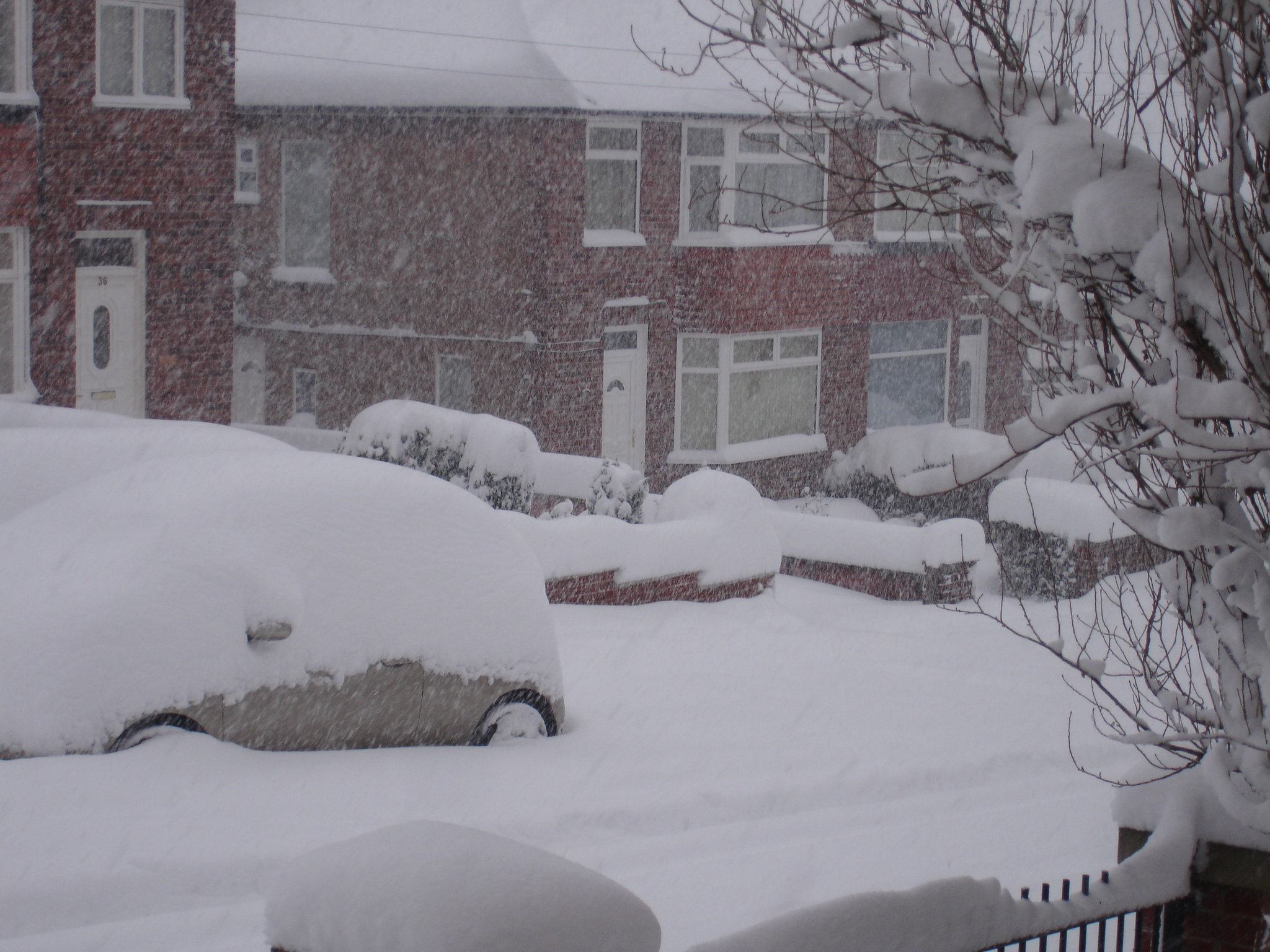
Sheffield, Anglie, 1. prosince 2010. Pro Angličany opravdu šílená sněhová kalamita.

- 2014 - Během února a ledna 2014 se přes VB přehnalo celkem 6 zimních bouří, které po sobě přicházeli pravidelně po dvou až třech dnech. Toto období bylo nejbouřlivější za posledních 20 let. Na pobřeží bylo velmi rozbouřené moře a hlavně na jihovýchodě byly záplavy. Byl silný vítr a ve Skotsku i sněžilo.[9]
- Zima 2013 - 2014 - Několik silných zimních bouří. Silné deště na severu a jihu VB, napadalo na mnoha místech dvakrát až třikrát více srážek, než je v daném období (dlouhém 1 měsíc), kdy byly bouře průměr.[10]
- Červenec 2013 - Neobvyklé horko a sucho, které dlouho vydrželo. Největší horka byly okolo 30 °C, a to na většině území VB, (ve Skotsku jen ve vnitrozemí). Za celý červenec bylo dnů, kdy se teploty pohybovaly okolo 30 °C na většině míst mezi 1 až 3. Ve vnitrozemí na jihovýchodě těch dnů bylo i více než 7. Vyjma západního Skotska nejméně po 18 dní skoro vůbec nepršelo.[11]
- Březen 2013 - Velmi neobvyklý tím, že byl velmi studený a sněžný.[12]
- 2012, duben až červenec - Velmi deštivé počasí, které způsobovalo i záplavy.Zasáhlo to hlavně Wales a Anglii, nejhůře dopadl jihozápad Anglie, kde místy napršelo i více než trojnásobek srážek, než je průměr v měsíci dubnu.[13]
- Jaro 2011 - velmi sucho, nejhorší situace byla v Anglii, kde třeba v dubnu prakticky všude napršelo pětkrát méně srážek, než je průměr. Také to jaro bylo o něco teplejší, než obvykle.[14]
- Prosinec 2010 - Velmi studeno a sněžno. Dokonce i na Cornwallu napadl 1 cm sněhu, výška sněhu byla v celé zemi velmi nerovnoměrná, mimo hory bylo od 1 do 30 cm sněhu. V nejstudenějších dnech byly nejnižší teploty na pobřežích mezi 0 až -10 °C (jestli je to západní nebo východní pobřeží nemělo na to vliv), v Anglii nejnižší teploty klesly povětšinou mezi -5 °C až -10 °C, na severu ve vnitrozemí od -10 °C do -20 °C. Nejnižší teplota -21,3 °C byla naměřena ve Skotsku.[15]
- Leden 2010 - Podobně studený a sněžný měsíc jako prosinec 2010, nejnižší naměřené teploty byly okolo -15 °C.[16]
- Únor 2009 - Hlavně na začátku února velmi silné sněžení, sníh se držel dosti dlouho (více dní v kuse), povětšinou nasněžilo do 30 cm.[17]
- 10. březen 2008 - Silný vítr na úplném jihu Anglie, okolo 100 km/h.[18]
- Červen - červenec 2007 - Silný déšť a záplavy v Anglii, místy napadl čtyřnásobek průměrného úhrnu srážek za daný měsíc.[19][19]
- Červenec 2006 - Nejteplejší měsíc za poslední stovky let, v Anglii a Walesu nejvyšší teploty přesáhly 30 °C, ve Skotsku spíše mezi 25 až 30 °C (v okolí Londýna a pár dalších místech nad 35 °C).[20]
- Srpen 2003 - Vlna veder, nejvyšší teploty dosahovaly hlavně v Anglii 30 °C nebo více, na ostatních místech přesahovaly alespoň 25 °C.[21]

## Historie
V posledních 100 letech bylo několik výkyvů průměrné teploty, chladnější období bylo mezi roky 1910 až 1930, poté se velmi pozvolna oteplovalo (oproti předchozím 8,25 až na 8,55) a od roku 1950 začala teplota zase klesat až na 8,3 po roce 1960 a od té doby začala opět růst až na 9,25 v roce 2005, poté začala velmi lehce klesat. Srážky od roku 1910 stále pomalinku klesaly až do roku 1970. Průměr srážek ve VB klesl z 1100 na méně než 1050 mm, od roku 1970 ale začalo srážek přibývat na 1180 mm v roce 2010. I hodin slunečního svitu oproti dřívějšku přibylo, z 1320 v letech 1964 - 1984 na 1420 v roce 2010.

## Změna klimatu
Díky globálnímu oteplování by se do budoucna měla zvětšovat extrémnost počasí a měly by být mnohem výraznější výkyvy. Zimy by měly být deštivější a teplejší, ale občas by měly být i extrémně studené zimy, jako třeba zima 2010/2011. Léta by měly být teplejší a sušší, ale i tady platí, že by je mohli pravidelně střídat naopak mimořádně chladná a deštivá léta. Také se už od roku 1960 stále zvyšuje počet dní s extrémními srážkami, což může znamenat častější záplavy. První změny klimatu se prý projevují už teď.

## Galerie

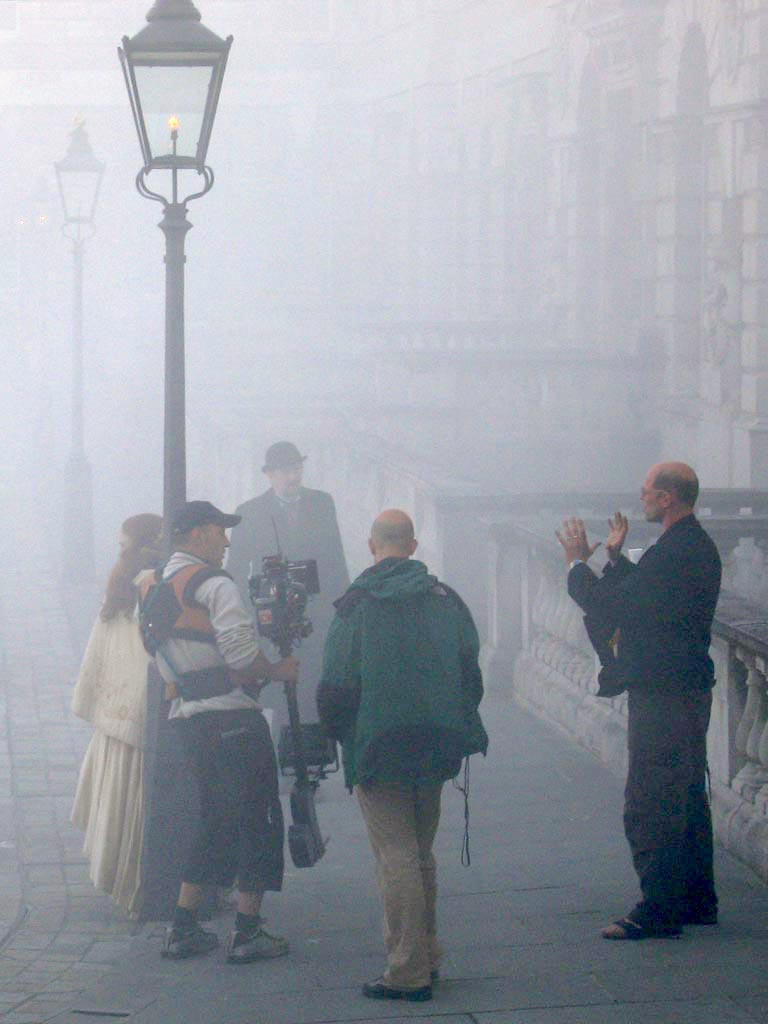
Smog, velmi známý problém hlavně Londýna, k jeho tvorbě tam jsou velmi vhodné podmínky.
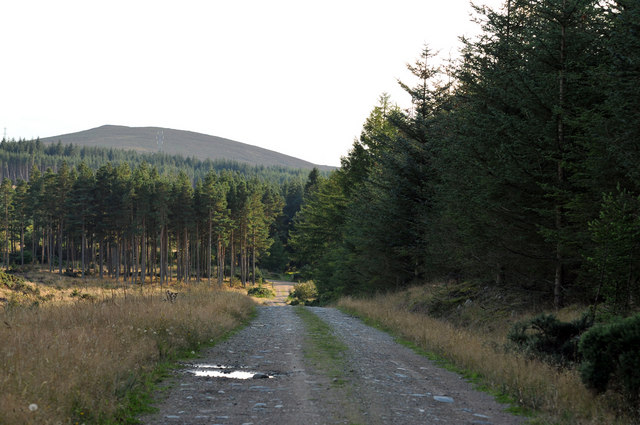
V severním Skotsku jsou nejčastější jehličnaté lesy.
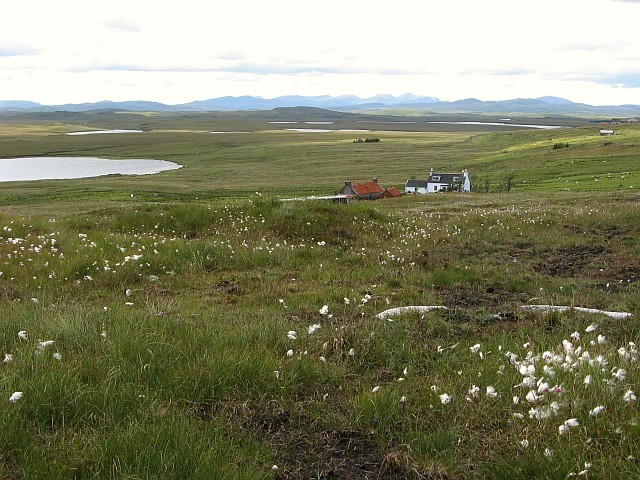
Na Skotských ostrovech je krajina často úplně bez stromů.
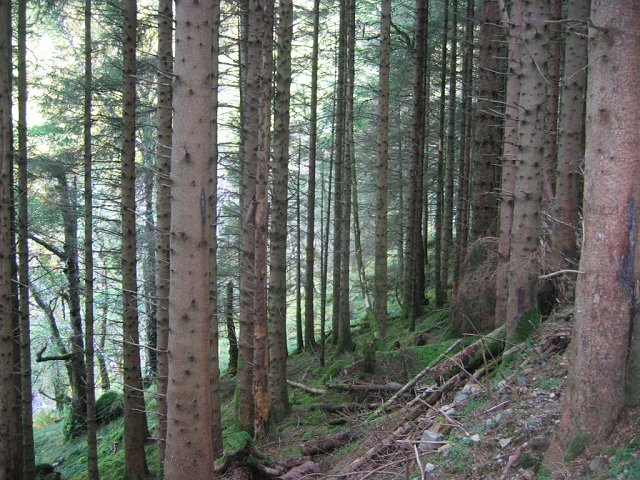
Severoskotský smrkový les.
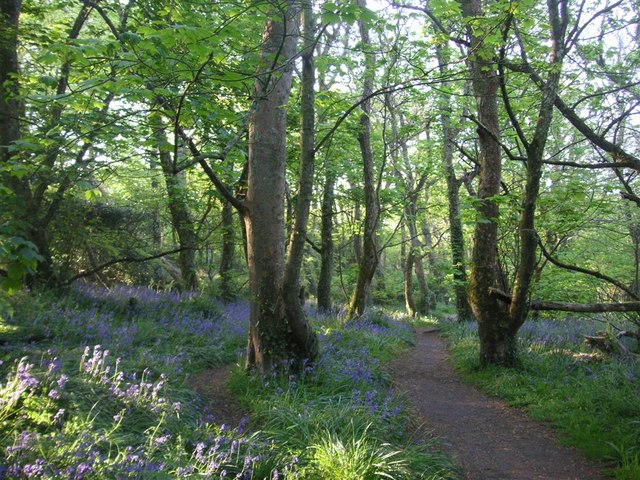
Oproti Skotskému výrazně bohatší Cornwallský les.
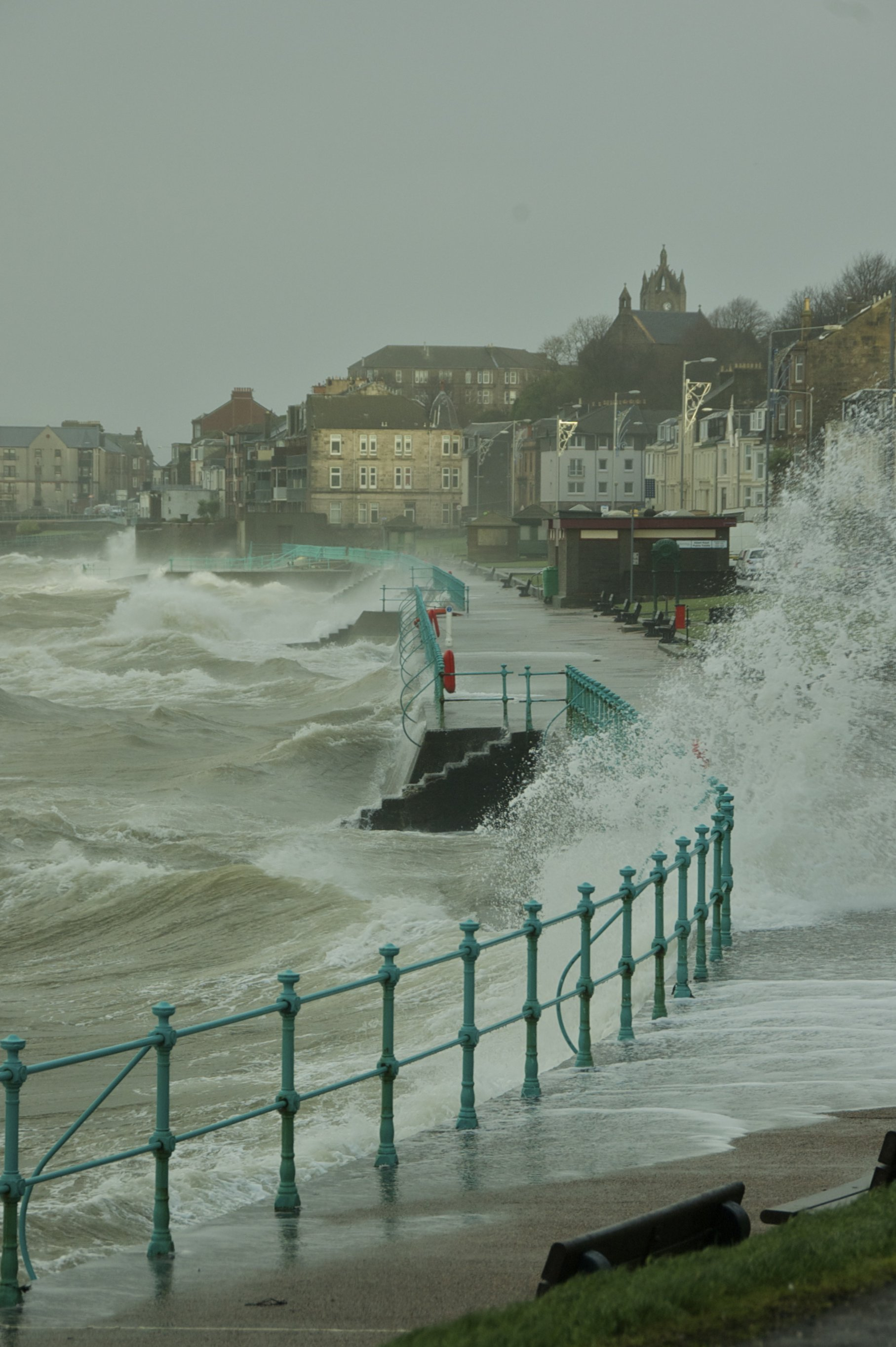
Bouře Friedhelm, Ashton (dost hluboký záliv), Skotsko.